# 道雷赫拉
道雷赫拉（Dhaurehra），是印度北方邦Kheri县的一个城镇。总人口18882（2001年）。

## 人口
该地2001年总人口18882人，其中男性10059人，女性8823人；0—6岁人口3597人，其中男1810人，女1787人；识字率27.82%，其中男性为33.79%，女性为21.01%。